# ريانة برناوي
ريانة برناوي؛ هي رائدة فضاء سعودية، اختيرت في 12 فبراير 2023 ضمن طاقم مهمة AX-2 الفضائية من قبل الهيئة السعودية للفضاء لتصبح أول امرأة سعودية تذهب إلى الفضاء.

## مسيرتها المهنية
عملت ريانة برناوي في مستشفى الملك فيصل التخصصى ومركز الأبحاث، وهي أخصائية في الأبحاث المخبرية وتمتلك خبرة في مجال الخلايا الجذعية السرطانية.
في 21 مايو 2023 شاركت ريانة برناوي في الرحلة العلمية المتجهة للفضاء AX-2 هي ورائد الفضاء السعودي على القرني على متن مركبة من محطة الفضاء الدولية (ISS) بمدينة كيب كانيفرال في ولاية فلوريدا الأمريكية.

## التعليم
نالت ريانة البكالريوس في علم الهندسة الوراثية وتطوير الأنسجة من جامعة أوتاجو في نيوزيلاندا، كما حصلت على  الماجستير في العلوم الطبية الحيوية من جامعة الفيصل.